# Planalto (São Paulo)
Planalto is een gemeente in de Braziliaanse deelstaat São Paulo. De gemeente telt 4.302 inwoners (schatting 2009).